# Olivetta San Michele
Olivetta San Michele é uma comuna italiana da região da Ligúria, província de Impéria, com cerca de 238 habitantes. Estende-se por uma área de 13 km², tendo uma densidade populacional de 18 hab/km². Faz fronteira com Airole, Breil-sur-Roya (FR - 06), Castellar (FR-06), Ventimiglia.

## Demografia
| Variação demográfica do município entre 1861 e 2011                               |
|                                                                                   |
| Fonte: Istituto Nazionale di Statistica (ISTAT) - Elaboração gráfica da Wikipedia |